# César Azpilicueta
César Azpilicueta Tanco (Zizur Mayor, 28 agosto 1989) è un calciatore spagnolo, difensore svincolato.

## Biografia
Azpilicueta è nato a Zizur Mayor, Navarra, figlio di Patxi Azpilicueta, un pittore, e Charo Tanco, un'insegnante di scuola primaria. Il fratello maggiore di Azpilicueta, Juan Pablo (nato nel 1980), è stato anche un calciatore. Centrocampista, ha gareggiato esclusivamente nel calcio di basso livello. Dopo il ritiro, Juan Pablo si è dedicato alla gestione. Recentemente, è stato allenatore del CD Subiza nella Tercera División della Spagna.
Nel giugno 2015, si è sposato con la sua fidanzata di lunga data, Adriana Guerendiain. Insieme, la coppia ha tre figli; due figlie e un figlio. Adriana ha dato alla luce la loro prima figlia, Martina, nel marzo 2014.
Azpilicueta è trilingue. Parla fluentemente lo spagnolo, il francese, e l'inglese. Nel 2021 stava lavorando per completare un corso online, una laurea magistrale in Business Management presso la Berlin School of Business and Innovation.
Nel giugno 2023, Azpilicueta ha annunciato sulla sua pagina Instagram di aver completato con successo e ottenuto una laurea in Business Management nel settore dell'intrattenimento, media e sport presso l'Harvard Business School.

## Caratteristiche tecniche
È un terzino destro molto veloce, abile nel cross e nel dribbling e dotato di un tiro molto potente. Nel Chelsea, con José Mourinho, viene schierato come terzino sinistro e successivamente, con Antonio Conte, come centrale di destra, in una difesa a tre. Dispone anche di forte personalità.

## Carriera

### Club

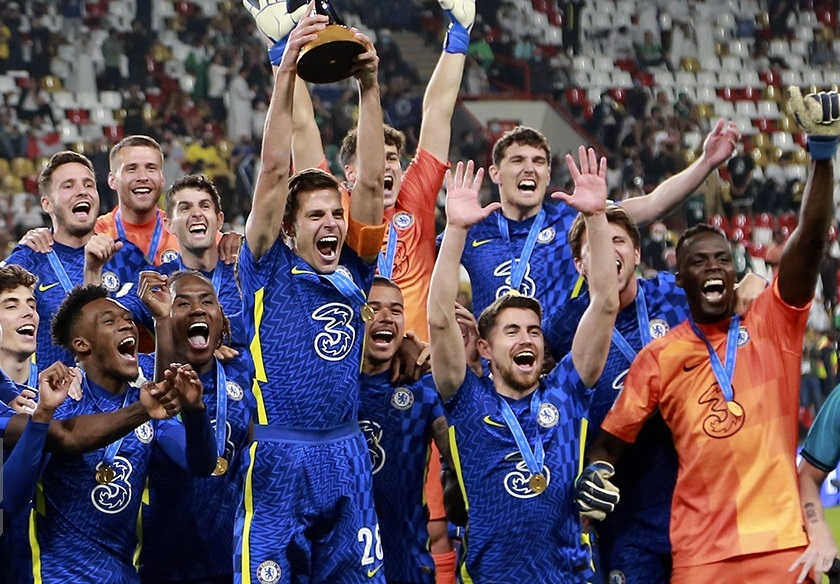
Azpilicueta alza al cielo, da capitano, la Coppa del mondo per club 2021, conquistata per la prima volta nella storia del Chelsea.

#### Osasuna
Cresciuto nelle giovanili dell'Osasuna, la squadra della sua città, inizia come centrocampista per poi diventare terzino. Viene promosso in prima squadra nel 2007-2008 e successivamente diventa titolare.

#### Olympique Marsiglia
Il 21 giugno 2010 viene acquistato dai francesi dell'Olympique Marsiglia. In due anni in Francia vince due Supercoppe francesi e due Coppe di Lega, totalizzando 68 presenze e 2 reti in tutte le competizioni.

#### Chelsea

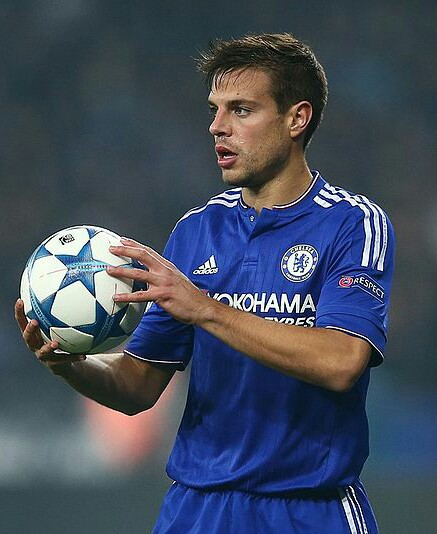
Azpilicueta con il nel 2015.

Il 24 agosto 2012 passa agli inglesi del Chelsea per una cifra intorno agli 8 milioni di euro più eventuali bonus.
Al primo anno con la maglia dei Blues vince il suo primo trofeo internazionale, sollevando l'Europa League, conquistata superando nella finale del 15 maggio 2013 il Benfica per 2-1. Nella stagione 2014-2015 vince la Premier League e la Football League Cup. Il 23 agosto 2015, realizza il suo primo gol con i Blues, nella partita vinta per 3-2 contro il West Bromwich Albion.
Durante la stagione 2016-2017, sotto la guida di Antonio Conte (che lo sposta centrale della sua difesa a 3), vince la Premier League, mentre la stagione successiva conquista la sua prima FA Cup. Il 29 maggio 2019 vince l'Europa League 2018-19, in finale contro l'Arsenal (4-1).
Due anni dopo, nella stagione 2020-2021, vince da capitano la UEFA Champions League battendo in finale 1-0 il Manchester City. Nella stagione successiva alza da capitano anche la Supercoppa UEFA e la Coppa del mondo per club FIFA.
Il 6 luglio 2023 viene annunciata la sua separazione dal club inglese dopo 11 anni, in cui lui ha racimolato 508 presenze e 17 gol, oltre a 9 trofei vinti.

#### Atletico Madrid
Contestualmente al suo addio ai blues, viene annunciato il suo trasferimento all'Atlético Madrid, con cui firma un contratto annuale, facendo ritorno in Spagna dopo 13 anni. Disputa 34 partite in stagione, giocando anche come centrale, e nel giugno del 2024 rinnova il proprio contratto per un’altra annata.

### Nazionale
Ha fatto parte delle varie selezioni giovanili spagnole. Con l'Under-19 ha vinto il Campionato europeo di calcio nel 2007.

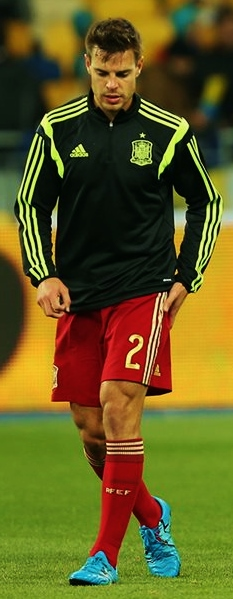
Azpilicueta con la Spagna nel 2015.

Nel 2010 figura tra i 30 pre-convocati della Spagna per il Campionato mondiale di calcio 2010, venendo però escluso dai 23 calciatori chiamati a difendere i colori iberici alla rassegna iridata. Esordisce con la maglia della nazionale maggiore nell'amichevole contro l'Uruguay, giocata il 6 febbraio 2013 e vinta per 3-1 dagli iberici. Viene convocato alla Confederations Cup 2013 e al Campionato mondiale di calcio 2014, giocando due volte in tutte e due le competizioni.
Convocato per gli Europei 2016 in Francia, durante la manifestazione continentale scende in campo in una sola occasione. Il 21 maggio 2018 viene incluso dal commissario tecnico della Spagna Lopetegui nella lista dei convocati per il Mondiale di Russia 2018, che per la nazionale spagnola si conclude allo stadio degli ottavi di finale, nei quali viene sconfitta ai rigori dai padroni di casa della Russia.
Dopo una assenza di tre anni, torna nel giro delle Furie rosse nel 2021, figurando tra i convocati dal ct Luis Enrique per il Campionato europeo di calcio 2020 (competizione rinviata di un anno a causa della pandemia di COVID-19). Nel corso della competizione gioca la sua prima partita con gli iberici dopo quasi 3 anni di assenza il 23 giugno in occasione del successo per 5-0 contro la Slovacchia ai gironi. Cinque giorni dopo realizza la sua prima rete con la Spagna nel successo per 5-3 agli ottavi contro la Croazia ai supplementari.
Il 5 settembre 2021 indossa per la prima volta la fascia di capitano della Roja in occasione del successo per 4-0 contro la Georgia.

## Statistiche

### Presenze e reti nei club
Statistiche aggiornate al 5 marzo 2025.
| Stagione               | Squadra                | Campionato             | Campionato | Campionato | Coppe nazionali | Coppe nazionali | Coppe nazionali | Coppe continentali | Coppe continentali | Coppe continentali | Altre coppe | Altre coppe | Altre coppe | Totale | Totale |
| Stagione               | Squadra                | Comp                   | Pres       | Reti       | Comp            | Pres            | Reti            | Comp               | Pres               | Reti               | Comp        | Pres        | Reti        | Pres   | Reti   |
| ---------------------- | ---------------------- | ---------------------- | ---------- | ---------- | --------------- | --------------- | --------------- | ------------------ | ------------------ | ------------------ | ----------- | ----------- | ----------- | ------ | ------ |
| 2006-2007              | Osasuna B              | SDB                    | 24         | 1          | -               | -               | -               | -                  | -                  | -                  | -           | -           | -           | 24     | 1      |
| feb.-apr.2007          | Osasuna                | PD                     | 1          | 0          | CR              | 1               | 0               | CU                 | 1                  | 0                  | -           | -           | -           | 3      | 0      |
| ott.2007               | Osasuna B              | SDB                    | 3          | 0          | -               | -               | -               | -                  | -                  | -                  | -           | -           | -           | 3      | 0      |
| Totale Osasuna B       | Totale Osasuna B       | Totale Osasuna B       | 27         | 1          |                 | -               | -               |                    | -                  | -                  |             | -           | -           | 27     | 1      |
| 2007-2008              | Osasuna                | PD                     | 29         | 0          | CR              | 0               | 0               | -                  | -                  | -                  | -           | -           | -           | 29     | 0      |
| 2008-2009              | Osasuna                | PD                     | 36         | 0          | CR              | 2               | 0               | -                  | -                  | -                  | -           | -           | -           | 38     | 0      |
| 2009-2010              | Osasuna                | PD                     | 33         | 0          | CR              | 5               | 0               | -                  | -                  | -                  | -           | -           | -           | 38     | 0      |
| Totale Osasuna         | Totale Osasuna         | Totale Osasuna         | 99         | 0          |                 | 8               | 0               |                    | 1                  | 0                  |             | -           | -           | 108    | 0      |
| 2010-2011              | O. Marsiglia           | L1                     | 15         | 0          | CF+CdL          | 0+1             | 1               | UCL                | 4                  | 0                  | SF          | 1           | 0           | 21     | 1      |
| 2011-2012              | O. Marsiglia           | L1                     | 30         | 1          | CF+CdL          | 3+3             | 0               | UCL                | 8                  | 0                  | SF          | 0           | 0           | 44     | 1      |
| ago. 2012              | O. Marsiglia           | L1                     | 2          | 0          | CF+CdL          | -               | -               | UEL                | 1                  | 0                  | -           | -           | -           | 3      | 0      |
| Totale O. Marsiglia    | Totale O. Marsiglia    | Totale O. Marsiglia    | 47         | 1          |                 | 7               | 1               |                    | 13                 | 0                  |             | 1           | 0           | 68     | 2      |
| 2012-2013              | Chelsea                | PL                     | 27         | 0          | FACup+CdL       | 5+5             | 0               | UCL+UEL            | 1+8                | 0                  | CS+SU+Cmc   | 0+0+2       | 0           | 48     | 0      |
| 2013-2014              | Chelsea                | PL                     | 29         | 0          | FACup+CdL       | 2+3             | 0+1             | UCL                | 10                 | 0                  | SU          | 0           | 0           | 44     | 1      |
| 2014-2015              | Chelsea                | PL                     | 29         | 0          | FACup+CdL       | 2+5             | 0               | UCL                | 4                  | 0                  | -           | -           | -           | 40     | 0      |
| 2015-2016              | Chelsea                | PL                     | 37         | 2          | FACup+CdL       | 3+0             | 0               | UCL                | 8                  | 0                  | CS          | 1           | 0           | 49     | 2      |
| 2016-2017              | Chelsea                | PL                     | 38         | 1          | FACup+CdL       | 6+3             | 0+1             | -                  | -                  | -                  | -           | -           | -           | 47     | 2      |
| 2017-2018              | Chelsea                | PL                     | 37         | 2          | FACup+CdL       | 4+2             | 0               | UCL                | 8                  | 1                  | CS          | 1           | 0           | 52     | 3      |
| 2018-2019              | Chelsea                | PL                     | 38         | 1          | FACup+CdL       | 3+6             | 0               | UEL                | 9                  | 0                  | CS          | 1           | 0           | 57     | 1      |
| 2019-2020              | Chelsea                | PL                     | 36         | 2          | FACup+CdL       | 5+0             | 0               | UCL                | 7                  | 2                  | SU          | 1           | 0           | 49     | 4      |
| 2020-2021              | Chelsea                | PL                     | 26         | 1          | FACup+CdL       | 4+2             | 0               | UCL                | 11                 | 0                  | -           | -           | -           | 43     | 1      |
| 2021-2022              | Chelsea                | PL                     | 27         | 1          | FACup+CdL       | 4+4             | 1+0             | UCL                | 9                  | 1                  | SU+Cmc      | 1+2         | 0           | 47     | 3      |
| 2022-2023              | Chelsea                | PL                     | 25         | 0          | FACup+CdL       | 1+1             | 0               | UCL                | 5                  | 0                  | -           | -           | -           | 32     | 0      |
| Totale Chelsea         | Totale Chelsea         | Totale Chelsea         | 349        | 10         |                 | 70              | 3               |                    | 80                 | 4                  |             | 9           | 0           | 508    | 17     |
| 2023-2024              | Atlético Madrid        | PD                     | 25         | 0          | CR              | 2               | 0               | UCL                | 6                  | 0                  | SS          | 1           | 0           | 34     | 0      |
| 2024-2025              | Atlético Madrid        | PD                     | 9          | 1          | CR              | 3               | 0               | UCL                | 2                  | 0                  | -           | -           | -           | 14     | 1      |
| Totale Atlético Madrid | Totale Atlético Madrid | Totale Atlético Madrid | 34         | 1          |                 | 5               | 0               |                    | 8                  | 0                  |             | 1           | 0           | 48     | 1      |
| Totale carriera        | Totale carriera        | Totale carriera        | 551        | 13         |                 | 90              | 4               |                    | 102                | 4                  |             | 11          | 0           | 754    | 21     |

### Cronologia presenze e reti in nazionale
| Cronologia completa delle presenze e delle reti in nazionale ― Spagna | Cronologia completa delle presenze e delle reti in nazionale ― Spagna | Cronologia completa delle presenze e delle reti in nazionale ― Spagna | Cronologia completa delle presenze e delle reti in nazionale ― Spagna | Cronologia completa delle presenze e delle reti in nazionale ― Spagna | Cronologia completa delle presenze e delle reti in nazionale ― Spagna | Cronologia completa delle presenze e delle reti in nazionale ― Spagna | Cronologia completa delle presenze e delle reti in nazionale ― Spagna |
| Data                                                                  | Città                                                                 | In casa                                                               | Risultato                                                             | Ospiti                                                                | Competizione                                                          | Reti                                                                  | Note                                                                  |
| --------------------------------------------------------------------- | --------------------------------------------------------------------- | --------------------------------------------------------------------- | --------------------------------------------------------------------- | --------------------------------------------------------------------- | --------------------------------------------------------------------- | --------------------------------------------------------------------- | --------------------------------------------------------------------- |
| 6-2-2013                                                              | Doha                                                                  | Spagna                                                                | 3 – 1                                                                 | Uruguay                                                               | Amichevole                                                            | -                                                                     |                                                                       |
| 8-6-2013                                                              | Miami Gardens                                                         | Spagna                                                                | 2 – 1                                                                 | Haiti                                                                 | Amichevole                                                            | -                                                                     |                                                                       |
| 20-6-2013                                                             | Rio de Janeiro                                                        | Spagna                                                                | 10 – 0                                                                | Tahiti                                                                | Conf. Cup 2013 - 1º turno                                             | -                                                                     |                                                                       |
| 30-6-2013                                                             | Rio de Janeiro                                                        | Brasile                                                               | 3 – 0                                                                 | Spagna                                                                | Conf. Cup 2013 - Finale                                               | -                                                                     | 46’                                                                   |
| 5-3-2014                                                              | Madrid                                                                | Spagna                                                                | 1 – 0                                                                 | Italia                                                                | Amichevole                                                            | -                                                                     |                                                                       |
| 30-5-2014                                                             | Siviglia                                                              | Spagna                                                                | 2 – 0                                                                 | Bolivia                                                               | Amichevole                                                            | -                                                                     |                                                                       |
| 13-6-2014                                                             | Salvador                                                              | Spagna                                                                | 1 – 5                                                                 | Paesi Bassi                                                           | Mondiali 2014 - 1º turno                                              | -                                                                     |                                                                       |
| 18-6-2014                                                             | Rio de Janeiro                                                        | Spagna                                                                | 0 – 2                                                                 | Cile                                                                  | Mondiali 2014 - 1º turno                                              | -                                                                     |                                                                       |
| 4-9-2014                                                              | Saint-Denis                                                           | Francia                                                               | 1 – 0                                                                 | Spagna                                                                | Amichevole                                                            | -                                                                     |                                                                       |
| 18-11-2014                                                            | Vigo                                                                  | Spagna                                                                | 0 – 1                                                                 | Germania                                                              | Amichevole                                                            | -                                                                     |                                                                       |
| 12-10-2015                                                            | Kiev                                                                  | Ucraina                                                               | 0 – 1                                                                 | Spagna                                                                | Qual. Euro 2016                                                       | -                                                                     |                                                                       |
| 13-11-2015                                                            | Alicante                                                              | Spagna                                                                | 2 – 0                                                                 | Inghilterra                                                           | Amichevole                                                            | -                                                                     | 82’                                                                   |
| 24-3-2016                                                             | Udine                                                                 | Italia                                                                | 1 – 1                                                                 | Spagna                                                                | Amichevole                                                            | -                                                                     |                                                                       |
| 29-5-2016                                                             | San Gallo                                                             | Spagna                                                                | 3 – 1                                                                 | Bosnia ed Erzegovina                                                  | Amichevole                                                            | -                                                                     |                                                                       |
| 1-6-2016                                                              | Siezenheim                                                            | Spagna                                                                | 6 – 1                                                                 | Corea del Sud                                                         | Amichevole                                                            | -                                                                     | 46’                                                                   |
| 17-6-2016                                                             | Nizza                                                                 | Spagna                                                                | 3 – 0                                                                 | Turchia                                                               | Euro 2016 - 1º turno                                                  | -                                                                     | 81’                                                                   |
| 1-9-2016                                                              | Bruxelles                                                             | Belgio                                                                | 0 – 2                                                                 | Spagna                                                                | Amichevole                                                            | -                                                                     | 59’                                                                   |
| 15-11-2016                                                            | Londra                                                                | Inghilterra                                                           | 2 – 2                                                                 | Spagna                                                                | Amichevole                                                            | -                                                                     |                                                                       |
| 7-6-2017                                                              | Murcia                                                                | Spagna                                                                | 2 – 2                                                                 | Colombia                                                              | Amichevole                                                            | -                                                                     |                                                                       |
| 9-10-2017                                                             | Gerusalemme                                                           | Israele                                                               | 0 – 1                                                                 | Spagna                                                                | Qual. Mondiali 2018                                                   | -                                                                     |                                                                       |
| 27-3-2018                                                             | Madrid                                                                | Spagna                                                                | 6 – 1                                                                 | Argentina                                                             | Amichevole                                                            | -                                                                     | 72’                                                                   |
| 3-6-2018                                                              | Vila-real                                                             | Spagna                                                                | 1 – 1                                                                 | Svizzera                                                              | Amichevole                                                            | -                                                                     |                                                                       |
| 11-9-2018                                                             | Elche                                                                 | Spagna                                                                | 6 – 0                                                                 | Croazia                                                               | UEFA Nations League 2018-2019 - 1º turno                              | -                                                                     | 75’                                                                   |
| 11-10-2018                                                            | Cardiff                                                               | Galles                                                                | 1 – 4                                                                 | Spagna                                                                | Amichevole                                                            | -                                                                     | 63’                                                                   |
| 18-11-2018                                                            | Las Palmas                                                            | Spagna                                                                | 1 – 0                                                                 | Bosnia ed Erzegovina                                                  | Amichevole                                                            | -                                                                     | 51’                                                                   |
| 23-6-2021                                                             | Siviglia                                                              | Slovacchia                                                            | 0 – 5                                                                 | Spagna                                                                | Euro 2020 - 1º turno                                                  | -                                                                     | 77’                                                                   |
| 28-6-2021                                                             | Copenaghen                                                            | Croazia                                                               | 3 – 5 dts                                                             | Spagna                                                                | Euro 2020 - Ottavi di finale                                          | 1                                                                     |                                                                       |
| 2-7-2021                                                              | San Pietroburgo                                                       | Svizzera                                                              | 1 – 1 dts (1 – 3 dtr)                                                 | Spagna                                                                | Euro 2020 - Quarti di finale                                          | -                                                                     |                                                                       |
| 6-7-2021                                                              | Londra                                                                | Italia                                                                | 1 – 1 dts (4 – 2 dtr)                                                 | Spagna                                                                | Euro 2020 - Semifinale                                                | -                                                                     | 85’                                                                   |
| 2-9-2021                                                              | Solna                                                                 | Svezia                                                                | 2 – 1                                                                 | Spagna                                                                | Qual. Mondiali 2022                                                   | -                                                                     |                                                                       |
| 5-9-2021                                                              | Badajoz                                                               | Spagna                                                                | 4 – 0                                                                 | Georgia                                                               | Qual. Mondiali 2022                                                   | -                                                                     | cap.                                                                  |
| 8-9-2021                                                              | Pristina                                                              | Kosovo                                                                | 0 – 2                                                                 | Spagna                                                                | Qual. Mondiali 2022                                                   | -                                                                     | 58’                                                                   |
| 6-10-2021                                                             | Milano                                                                | Italia                                                                | 1 – 2                                                                 | Spagna                                                                | UEFA Nations League 2020-2021 - Semifinale                            | -                                                                     | 45’                                                                   |
| 10-10-2021                                                            | Milano                                                                | Spagna                                                                | 1 – 2                                                                 | Francia                                                               | UEFA Nations League 2020-2021 - Finale                                | -                                                                     |                                                                       |
| 11-11-2021                                                            | Atene                                                                 | Grecia                                                                | 0 – 1                                                                 | Spagna                                                                | Qual. Mondiali 2022                                                   | -                                                                     | 89’                                                                   |
| 14-11-2021                                                            | Siviglia                                                              | Spagna                                                                | 1 – 0                                                                 | Svezia                                                                | Qual. Mondiali 2022                                                   | -                                                                     |                                                                       |
| 26-3-2022                                                             | Cornellà de Llobregat                                                 | Spagna                                                                | 2 – 1                                                                 | Albania                                                               | Amichevole                                                            | -                                                                     | 71’                                                                   |
| 29-3-2022                                                             | La Coruña                                                             | Spagna                                                                | 5 – 0                                                                 | Islanda                                                               | Amichevole                                                            | -                                                                     | 81’                                                                   |
| 2-6-2022                                                              | Siviglia                                                              | Spagna                                                                | 1 – 1                                                                 | Portogallo                                                            | UEFA Nations League 2022-2023 - 1º turno                              | -                                                                     |                                                                       |
| 9-6-2022                                                              | Lancy                                                                 | Svizzera                                                              | 0 – 1                                                                 | Spagna                                                                | UEFA Nations League 2022-2023 - 1º turno                              | -                                                                     |                                                                       |
| 24-9-2022                                                             | Saragozza                                                             | Spagna                                                                | 1 – 2                                                                 | Svizzera                                                              | UEFA Nations League 2022-2023 - 1º turno                              | -                                                                     | 87’                                                                   |
| 17-11-2022                                                            | Amman                                                                 | Giordania                                                             | 1 – 3                                                                 | Spagna                                                                | Amichevole                                                            | -                                                                     | 46’                                                                   |
| 23-11-2022                                                            | Doha                                                                  | Spagna                                                                | 7 – 0                                                                 | Costa Rica                                                            | Mondiali 2022 - 1º turno                                              | -                                                                     |                                                                       |
| 1-12-2022                                                             | Al Rayyan                                                             | Giappone                                                              | 2 – 1                                                                 | Spagna                                                                | Mondiali 2022 - 1º turno                                              | -                                                                     | 46’                                                                   |
| Totale                                                                |                                                                       | Presenze                                                              | 44                                                                    |                                                                       | Reti                                                                  | 1                                                                     |                                                                       |

## Palmarès

### Club

#### Competizioni nazionali
- Supercoppa francese: 2

Olympique Marsiglia: 2010, 2011
- Coppa di Lega francese: 2

Olympique Marsiglia: 2010-2011, 2011-2012
- Coppa di Lega inglese: 1

Chelsea: 2014-2015
- Campionato inglese: 2

Chelsea: 2014-2015, 2016-2017
- Coppa d'Inghilterra: 1

Chelsea: 2017-2018

#### Competizioni internazionali
- UEFA Europa League: 2

Chelsea: 2012-2013, 2018-2019
- UEFA Champions League: 1

Chelsea: 2020-2021
- Supercoppa UEFA: 1

Chelsea: 2021
- Coppa del mondo per club: 1

Chelsea: 2021

### Nazionale
- Campionato d'Europa Under-19: 1

Austria 2007
- Campionato d'Europa Under-21: 1

2011

### Individuale
- Squadra della stagione della UEFA Europa League: 1

2018-2019
- Squadra della stagione della UEFA Champions League: 1

2020-2021